# Gunnar Solvang
Gunnar Solvang (født 1941) er mag.art. i etnologi, ph.d. i kulturstudier, forfatter og fhv. museumsinspektør ved Køge Museum. Medlem af Landbohistorisk Selskab. Han har skrevet en lang række artikler og bøger om kulturhistoriske emner fra nyere tid.
Gunnar Solvang er født og opvokset på gården Baaslund, Sottrupmark ved Øster Sottrup. 1959 tog han realeksamen i Sønderborg, kom i handelslære som isenkræmmer (1959-63), herefter to år i militærtjeneste og siden rejser, ophold på Askov Højskole og arbejde i en sportsforretning. Efter at have arbejdet to år med udstillinger for Grundfos i Bjerringbro påbegyndte han i 1968 en uddannelse som reklametegner på  Akademiet for fri og merkantil Kunst, afsluttet med diplomeksamen i 1970, hvorefter han indtil 1974 arbejdede som tegner, grafiker og fotograf på reklamebureauet Lund & Lommer. Fra 1973 til 1980 havde han sin egen tegnestue. 1973 blev han optaget på Københavns Universitet, hvor han læste europæisk etnologi. 1980 blev han mag.art. i etnologi og i 2001 ph.d. i kulturstudier fra Syddansk Universitet. Fra 1986 til 2007 var han museumsinspektør ved Køge Museum. Fra 1998 til 1999 var han med forskningsmidler fra Statens Humanistiske Forskningsråd ansat ved Museet på Sønderborg Slot. 1988-2006 medlem af Amtsmuseumsrådet for Roskilde Amt, 1989-2007 Køgefonden, 1999-2006 Kulturmiljørådet for Roskilde Amt, heraf to år som formand.
Gunnar Solvangs forskningsinteresser er blandt andet, husmænd, bygningskultur, kulturlandskab, kulturmiljø, håndværk og landindustri samt byhistorie. Han har blandt andet udført feltarbejde i statshusmandskolonien Rønhave på Als (1975-99), i Vestsjællands Amt (1981-82) med projektet De kulturhistoriske interesser i fredningsplanlægningen, på Rømø (1983-85) med projektet Vadehavsregionens Kulturhistorie og feltarbejdet med højskolen J.C. Campbell Folk School i Brasstown, North Carolina, USA i 2014.

## Udvalgte artikler
- ”Myten om de hvide vinkelbygninger med de røde tegltage” (I: Folk og Kultur, årbog for dansk etnologi og folkemindevidenskab 1978, s. 5-20).
- "Sønder Store" - en gård i Vendsyssel. (I: Vendsyssel NU og DA, 1979, s. 5-48).  Arkiveret 27. januar 2022 hos  Wayback Machine
- ”Den vingeløse mølle”. (I: Skalk nr. 6, 1979, s. 25-29).  Arkiveret 27. januar 2022 hos  Wayback Machine
- ”Fredningsplanlægning og kulturhistorie”. Metoder og resultater fra et pilotprojekt i Vestsjællands Amt. (I: Antikvariske studier 6, 1983. Fredningsstyrelsen, s. 9-35).  Arkiveret 27. januar 2022 hos  Wayback Machine
- ”Husmandsbevægelsen i Danmark”. (I: Bol og By. Landbohistorisk Tidsskrift 1985:1, s. 59-86).
- ”Worker-peasants i europæisk perspektiv”. En komparativ oversigt. (I: Tidsskrift for Landøkonomi, 1/87, 174. årgang. Det kgl. danske Landhusholdningsselskab, 1987, s. 61-76).  Arkiveret 27. januar 2022 hos  Wayback Machine
- ”Folk i Køge – middelklassen”. (I: Køge By's Historie 1288-1988, bd. II - 1850-1988. 1988, s. 155-204).  Arkiveret 27. januar 2022 hos  Wayback Machine
- ”Økologisk tilpasning i et vadehavsøsamfund – Rømø”. (I: Bol og By. Landbohistorisk Tidsskrift, 1992:1-2, s.152-172).  Arkiveret 27. januar 2022 hos  Wayback Machine
- "Grevindevæveren på Køge Museum" - En kulturhistorisk skildring af en sydsjællandsk væverslægt. (I: Årbog for Køge Museum 1994 Køge, s. 53-88).
- ”Vand- og vindmøller”. (I: Kulturhistorien i planlægningen. De kulturhistoriske interesser i landskabet. Miljø- og Energiministeriet - Skov- og Naturstyrelsen 1996. s. 98-125).  Arkiveret 27. januar 2022 hos  Wayback Machine
- ”Kirkegården som kulturhistorisk kilde" - generelt og lokalt. (I: Årbog for Køge Museum 2001, s. 73-96).  Arkiveret 27. januar 2022 hos  Wayback Machine
- "Dobbeltportræt af to Køge-kunstnere" - Østed og Bärenholdt. (I: Årbog for Køge Museum 2002, s. 75-112).
- ”De nye tilflyttere i landdistrikterne” (I: Landbohistorisk Tidsskrift, 2004:1, s.95-109).
- ”Oldtidssamlingen fra Baaslund”. (I: Skrift for lokalhistorisk forening for Sundeved 2011, s. 19-38).  Arkiveret 27. januar 2022 hos  Wayback Machine
- ”Højskolemanden Georg Bidstrup” – en bornholmsk udvandrer til Brasstown, North Carolina, USA. (I: Bornholmske Samlinger 2017, s. 72-101).
- "Husmændenes landboreformer i det 20. århundrede". (I: Årsskrift for Det grønne Museum, 2019)."årsskrift+for+det+grønne+museum.+årgang+2019"&select_material_type=bibdk_frontpage&op=Søg&year_op=%2522year_eq%2522&year_value=&form_build_id=form-n8KM95Rx7ygFC2DUmwA-D3HP77rCbx1busm5jGaT_Yk&form_id=search_block_form&sort=rank_frequency&page_id=bibdk_frontpage#content Arkiveret 27. januar 2022 hos  Wayback Machine
- "De nye statshusmandskolonier". (I: Sønderjysk Månedsskrift 7, 2021). Arkiveret 17. oktober 2021 hos  Wayback Machine